# Teleférico de Medellín
O Metrocable de Medellín é um sistema de teleférico que opera no município de Medellín, na Colômbia. É operado pela Empresa de Transporte Masivo del Valle de Aburrá Limitada (ETMVA).
É composto atualmente por 4 linhas em operação, que somam 13 estações e 10,7 km de extensão. O sistema entrou em operação no dia 7 de agosto de 2004, com a abertura da Linha K. A Linha M encontra-se em implantação.
Faz parte do Sistema Integrado de Transporte do Vale do Aburrá (SITVA), junto com o Metrô de Medellín, a Tranvía de Ayacucho, o Metroplús e o EnCicla.
Atende o município de Medellín, que foi a primeira cidade da América Latina a utilizar o teleférico como meio de transporte de massa, facilitando o acesso de pessoas que moram em regiões de difícil acesso ao transporte público. O sistema serviu de inspiração para sistemas similares na América Latina, a exemplo do Teleférico do Alemão.

## Linhas
O sistema é composto por 4 linhas em operação, além de mais 1 em obras. Cada linha é identificada por uma letra e uma cor. Foram inauguradas entre 2004 e 2016, somando hoje 13 estações e 10,7 km de extensão.
A tabela abaixo lista o nome, a cor distintiva, as estações terminais, o ano de inauguração, a extensão e o número de estações tanto das linhas que estão em operação quanto das linhas em implantação:
| Linha | Cor     | Terminais                       | Ano de inauguração | Extensão | N.º de estações |
| ----- | ------- | ------------------------------- | ------------------ | -------- | --------------- |
|       | Magenta | Oriente ↔ Villa Sierra          | 2016               | 1,4 km   | 3               |
|       | Amarela | San Javier ↔ La Aurora          | 2008               | 2,7 km   | 4               |
|       | Verde   | Acevedo ↔ Santo Domingo Savio   | 2004               | 2,0 km   | 4               |
|       | Marrom  | Santo Domingo Savio ↔ Arví      | 2010               | 4,6 km   | 2               |
|       | Púrpura | Miraflores ↔ Trece de Noviembre | Em obras           | 1,1 km   | 3               |

## Estações
O sistema é composto por 13 estações em operação, das quais 3 são superficiais e 10 são elevadas. Além destas, mais 3 estações encontram-se em construção. As estações, tanto as que estão em operação quanto as que estão em implantação, são listadas a seguir:
| · Linha H | - Oriente - Las Torres - Villa Sierra                 |
| · Linha J | - San Javier - Juan XXIII - Vallejuelos - La Aurora   |
| · Linha K | - Acevedo - Andalucía - Popular - Santo Domingo Savio |
| · Linha L | - Santo Domingo Savio - Arví                          |
| · Linha M | - Miraflores - El Pinal - Trece de Noviembre          |